# Katonadolog (film)
A Katonadolog (eredeti cím: Dog) 2022-ben bemutatott amerikai filmvígjáték, amelyet Channing Tatum és Reid Carolin rendezett (mindkettőjüknek ez a rendezői debütálása). A főbb szerepekben Tatum, Jane Adams, Kevin Nash, Q'orianka Kilcher, Ethan Suplee, Emmy Raver-Lampman és Bill Burr látható.
A filmet az Amerikai Egyesült Államokban 2022. február 18-án mutatta be a United Artists Releasing, Magyarországon február 24-én jelent meg a Prorom Entertainment Kft. forgalmazásában.

## Rövid történet
Az amerikai hadsereg rangerének, Briggs-nek az a feladata, hogy Lulut, a belga malinois katonai szolgálati kutyát a washingtoni Lewis-McChord egyesített bázisról az arizonai Nogalesbe vigye a Csendes-óceán partján, hogy időben részt vehessen a gazdája temetésén.

## Cselekmény
Jackson Briggs (Channing Tatum) valamikori katona (U.S. Army Ranger) PTSD-ben szenved. Egy élelmiszerboltban dolgozik, és hiába próbál újból jelentkezni az amerikai hadseregbe, a mentális állapota miatt alkalmatlannak ítélik a szolgálatra.
Briggs értesül arról, hogy egykori osztagtársa, Riley Rodriguez harc közben meghalt.
Briggs-t a Fort Lewisba hívják, hogy kísérje el Riley kutyáját, Lulut, egy Belga malinois katonai munkakutyát, hogy részt vegyen a gazdája temetésén vasárnap az arizonai Nogales-ben. (A kutyának is mentális problémái vannak, ezért alkalmatlan a repülőgépen való szállításra - szárazföldön, autóval több napos út áll előttük).
A szertartás után Briggsnek el kell majd vinnie Lulut egy bázisra, ahol elaltatják, mivel Lulu agresszívan viselkedett más kutyavezetőkkel, ezért senki nem hajlandó foglalkozni vele.  Briggs volt kapitánya felajánlja, hogy a küldetés sikeres teljesítése után ajánlani fogja őt tengerentúli bevetésre.
Amikor Briggs legelőször próbál ismerkedni a nyugodtan viselkedő kutyával, Lulu ráveti magát, mert megérintette a fülét, amire érzékeny.
Az Arizonába vezető úton Briggs ellátogat egy lőtérre, és a lövést gyakorolja, de előtte leveszi Lulu szájkosarát. Lulu kitör a ketrecéből, és tönkreteszi Briggs autóülésének szövetét. Briggs vesz egy kolbászt, és megtömi nyugtatóval, hogy Lulu elaludjon.
Miközben a kutya alszik, Briggs Oregonba hajt, és megáll egy bárban, ahol megpróbál több nőre is ráhajtani, de a nők viselkedése taszítja.
Amikor Briggs indulni készül, két barátnő, Bella és Zoe saját ölebeikkel megcsodálják Lulut, és meghívják Briggs-et a lakásukra. Lulu az autóban marad és hangosan ugat, ami arra készteti a szomszédot, hogy megvizsgálja Briggs járművét, és azt hiszi, hogy Lulut bántalmazás céljából tartják ott. Briggs ellenőrzi Lulut, és látja, hogy a férfi egy kővel bedobja a hátsó szélvédőt, hogy kiengedje Lulut, de a kutya kiugrik és megtámadja a férfit, amíg Briggs le nem húzza róla Lulut.
Visszatérve az útra, Briggs beszélget Luluval, és felidézi, milyen szelíd volt, amikor Riley még élt.
Lulu egy erdei úton kiugrik a kocsi hátsó üléséről, ami miatt Briggs kénytelen megállni. Lulu után ered, aki végül egy házba fut be. Amikor Briggs követi a kutya nyomait, a ház tulajdonosa, Gus nyugtatóval lelövi Briggs-et. Mivel azt hiszi, hogy Briggs valamiféle betolakodó, hozzákötözi egy székhez. Briggs kiszabadítja magát, és arra készül, hogy megtámadja Gust egy fejszével, de meglátja, hogy Gus felesége, Tamara gondoskodik Luluról, mivel a kutyának eltört a lába.
Briggs és Gus megbeszélik a félreértést, és átnézik a fényképekkel illusztrált naplót, amelyet Briggs hordoz magánál, amely információkat tartalmaz Luluról, többek között képeket a Közel-Keleten töltött szolgálati idejéről. Miután Lulut kezelték, Tamara ayahuascát ad Briggsnek, és beszélgetésük közben Tamara megérzi, hogy Briggsnek van egy 3 éves lánya, Sam, akit már jó ideje nem látott.
Briggs folytatja az útját, és megáll egy elegáns szállodánál, ahol vak veteránnak adja ki magát, akinek Lulu a vakvezető kutyája, és így a recepcióstól ingyen szobát kap egy éjszakára. Időt szakít arra, hogy megfürdesse Lulut, annak ellenére, hogy az utálja.
Briggs lemegy a hallba és flörtölni kezd a recepciós pultnál lévő nővel, de Lulu kiszúr egy közel-keleti férfit, Dr. Al-Faridot, és nekiront, míg Briggs próbálja utolérni a kutyát. Briggs-et letartóztatják.
Az őrsön az őrrel próbálja megértetni, hogy neki egy temetésre kell mennie, de az őr rasszista megjegyzéseket tesz Al-Faridra, és azt hiszi, Briggs szándékosan engedte rá a kutyát, hogy megtámadja a férfit.
Briggs magyarázkodik Al-Faridnak, bocsánatot kér tőle azért, amit Lulu tett, de megjegyzi, hogy Lulu csak hagyta, hogy az ösztönei uralkodjanak el rajta, mert arra képezték ki, hogy az ilyen kinézetű férfiakat támadja meg. A férfi megbocsát Briggsnek, és beleegyezik, hogy nem emel vádat (de sürgeti Briggset, hogy keressen megfelelő mentális segítséget), így Briggs és Lulu szabadon távozhat.
Briggs összebarátkozik Luluval, és útközben megáll néhányszor, hogy élvezzék a napsütést.
Egy alkalommal Briggs kísérletet tesz arra, hogy meglátogassa Samet és az anyját, Nikit. Egy játékbabát akar a gyereknek adni, de alig egy perc után távozik a babával, jelezve, hogy Niki nem akarja, hogy Briggs a lányuk életében jelen legyen.
Briggs ezután Lulu ikertestvérének, Duke-nak a tulajdonosához, egy Noah nevű férfihoz hajt. A férfi emlékszik Lulura, és könnyen ráveszi Lulut, hogy adjon neki egy „Lulu ölelést”. Mikor távozni készül, Briggs felfedezi, hogy valaki feltörte az autóját, és ellopta az ő és Lulu holmiját, valamint Riley egyenruháját. Briggs és Noah Lulu és Duke segítségével a tolvaj nyomára bukkannak, és egy hajléktalan drogfüggőkkel teli mólóra kerülnek. Megtalálják a férfit, aki ellopta Briggs holmiját. Briggs lerántja róla Riley kabátját, és visszakapja a cuccaik nagy részét, kivéve Briggs gyógyszereit.
Miután elbúcsúznak Noahtól, Briggs autója lerobban az úton, miközben zuhog az eső. Bevezeti Lulut egy üres pajtába, de amikor dörögni kezd az ég, Lulu durván kezd viselkedni, ami felbosszantja Briggst, aki ordít vele. Lulu lefekszik egy kanapéra és ettől kissé megnyugszik. Miután Briggs is lecsillapodik, bekapcsolja a tévét, amiben a A Grace klinika című sorozat megy, Lulu és Riley kedvence.
Másnap reggel a temetés napja van. Mivel nincs autójuk, és már csak óra van hátra, Briggs és Lulu stoppolnak, és kiteszik őket a temető közelében. Lulu annyira elfárad, hogy Briggs a nyakába veszi és úgy viszi a temeőig.
Lulu Riley fényképe elé fekszik. Briggs mellette marad, és segít neki megnyugodni, miközben a katonák a díszlövéseket végzik. Briggs átadja Riley holmiját Riley szüleinek.
Briggs megjavíttatja az autóját, és elindul a bázis felé. Egy motelnél áll meg éjszakára, ahol az éjszaka közepén pánikrohamot kap. A fürdőszobába botorkál, teljesen leizzadva, Lulu mellé fekszik a földön, ezzel segít neki megnyugodni.
Briggs eljut a bázisra, és azt is megtudja, hogy most már a jelentkezését is fontolóra veszik. Elbúcsúzik Lulutól, és felhelyezi rá az előírásos szájkosarat. Amikor azonban elindul, látja, hogy a kutya félelmében küszködik, mintha sejtené, hogy mi vár rá. Briggs visszatolat, és úgy dönt, hogy magával viszi Lulut.
Egy montázs alatt Briggs hangja beszél Luluhoz. Előkészületeket tesz, hogy legálisan örökbe fogadja a kutyát.
Később visszamegy Noah-hoz és Duke-hoz is, valamint egy kis időt tölt Nikivel és Sammel. Briggs azzal fejezi be üzenetét, hogy elmondja Lulunak, hogy a kutya megmentette az életét.

## Szereplők
| Szerep         | Színész             | Magyar hang      |
| -------------- | ------------------- | ---------------- |
| Jackson Briggs | Channing Tatum      | Papp Dániel      |
| Tamara         | Jane Adams          | Ősi Ildikó       |
| Gus            | Kevin Nash          | Törköly Levente  |
| Niki           | Q'orianka Kilcher   |                  |
| Noah           | Ethan Suplee        | Debreczeny Csaba |
| Bella          | Emmy Raver-Lampman  |                  |
| rendőrtiszt    | Bill Burr           | Epres Attila     |
| Zoe            | Nicole LaLiberté    |                  |
| Jones          | Luke Forbes         | Varga Gábor      |
| Keith          | Ronnie Gene Blevins |                  |

### Magyar változat
- Magyar szöveg: Jeszenszky Márton
- Hangmérnök: Csomár Zoltán
- Vágó: Simkóné Varga Erzsébet
- Gyártásvezető: Kéner Ágnes
- Szinkronrendező: Báthory Orsolya, Marton Bernadett

A szinkront a Mafilm Audio Kft. készítette.

## A film készítése
2019. november 5-én bejelentették, hogy Channing Tatum és Reid Carolin rendezik a Katonadolog című vígjátékot, amelynek forgatókönyvét Carolin írta egy Brett Rodriguezzel közösen készített történet alapján. A producerek Tatum, Peter Kiernan és Gregory Jacobs lettek, a film gyártója pedig a Free Association. 2020. március 2-án a Metro-Goldwyn-Mayer megvásárolta a film észak-amerikai forgalmazási jogait.
Tatum a film társrendezője, és a főszerepet is ő alakítja. 2020 decemberében Q'orianka Kilcher csatlakozott a szereplőgárdához.
2019. november 15-én bejelentették, hogy a forgatás 2020 közepén kezdődött volna. A filmet a kaliforniai Valenciában és Lancasterben forgatták a COVID-19 világjárvány ideje alatt.

## Megjelenés
A filmet az eredeti tervek szerint 2021. február 12-én mutatta volna be az Egyesült Államokban a Metro-Goldwyn-Mayer, de végül júliusra halasztották. Később kiderült, hogy ez július 16-a lett. A forgalmazó ezután 2022. február 18-ra csúsztatta.